# Catedral metropolitana de Cali
La catedral metropolitana de San Pedro Apóstol o catedral metropolitana de Cali es una iglesia catedralicia de culto católico dedicada a San Pedro Apóstol. La catedral es el principal templo de la Arquidiócesis de Cali, sede del arzobispo, así como de la "Parroquia de la Catedral".
Por su valor histórico y arquitectónico, la catedral fue propuesta como Monumento Nacional de Colombia por medio de la resolución 002 del 12 de marzo de 1982 y finalmente, el Ministerio de Cultura de Colombia por medio de la resolución 1686 del 1 de diciembre de 2004 es declarada Bien de Interés Cultural de Carácter Nacional -BIC- (equivalente al antiguo título de Monumento Nacional actualmente en desuso).

## Historia

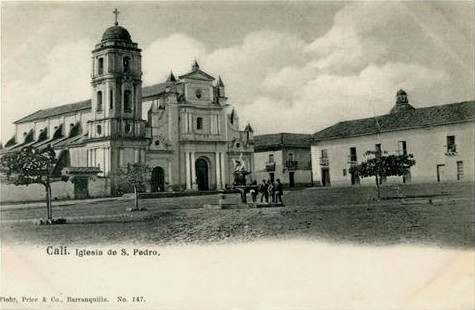
Antigua fachada de la Catedral de San Pedro.

La iglesia matriz dedicada a San Pedro apóstol debió erigirse tras la fundación española de Santiago de Cali acaecida en 1536, no se conservan documentos que describan dicha construcción de tal manera que pueda realizarse una reconstrucción cierta, sin embargo se puede establecer que el templo durante el siglo XVI tenía los cimientos de sillería y mampostería con el arco toral de ladrillo y techumbre de paja, más tarde la techumbre fue  cubierta de tejas. La orientación del templo disponía la entrada principal por la actual calle 11 mientras que la Puerta Falsa daba a la Plaza Mayor.
Para comienzos del siglo XVII fue necesario intervenir el edificio al punto de tener que reconstruirlo, obra encomendada al maestro de cantería y albañilería Sánchez de Medina quien realizó los correspondientes planos, en dicha labor se reconstruyó la sacristía preexistente y se añadió una más con puerta hacia el interior del templo de tal manera que los sacerdotes pudieran dirigirse a los altares laterales, cabe citar en estas labores de reconstrucción al maestro carpintero Pedro Chaparro quien realizó el recubrimiento en madera de la capilla mayor, el arco toral y las dos sacristías, así mismo se le encomendó por parte del Cabildo la fabricación de las puertas del templo y de una reja para la pila bautismal. Para hacerse a una idea aproximada del templo hay que remitirse a la catedral de San Pedro y a la iglesia de San Francisco ambas en Buga y en menor medida a la iglesia de Nuestra Señora de La Merced en Cali, al parecer la iglesia matriz de San Pedro en Cali debió contar con torre y no con espadaña.
Para comienzos del siglo XVIII el templo fue ampliado con la construcción de la capilla del Señor de la Humildad, de igual forma se destinaron fondos para la construcción de una mejor torre pues la iglesia para esta época presentaba un alto deterioro.
La nueva construcción se inició siguiendo el estilo barroco, y se encargó al arquitecto Antonio García. El 1 de septiembre de 1772 el cura párroco José Rivera puso la primera piedra. En la construcción se empleó como mano de obra a presos de las cárceles caleñas. Se entregó al servicio en 1825 pero sin haberse concluido el templo. En 1842 la iglesia ya estaba terminada con excepción de la torre. Por problemas políticos el templo no se pudo concluir sino hasta 1842 bajo los cánones neoclásicos.
Un sismo en 1885 daño la bóveda central, tras lo cual fue necesario reconstruirla, labor realizada bajo las órdenes del presbítero Severo González. El 7 de junio de 1925 un fuerte sismo deterioró seriamente la fachada y el campanario. El consejo de los ingenieros fue derribarla y reconstruirla, labor que llevaron a cabo los ingenieros Borrero y Ospina. El coro y el frontispicio fueron elaborados en ladrillo y concreto armado y se preservan hasta nuestros días.

## Arquitectura

### El templo barroco
El proyecto original  de 1772 iniciado por el Teniente de milicias español Antonio García (autor así mismo de la iglesia de San Francisco en Popayán con la que guardaba semejanza) y concluido por fray José Ignacio Ortiz, denota la influencia de Vignola en el diseño de algunos elementos constitutivos del edificio. Pese a la austeridad del diseño se logró una fábrica sólida y clara, armónica entre sus partes y en su conjunto. Se trató de un edificio de planta basilical dispuesto en tres naves, con sotacoro a los pies del templo, en la cabecera se ubicó el presbiterio con sacristías a los costados y en la parte posterior un camarín, así mismo contaba con un campanario en el frente, esta estructura sería replicada posteriormente por Antonio García en la iglesia de San Francisco en Popayán.  

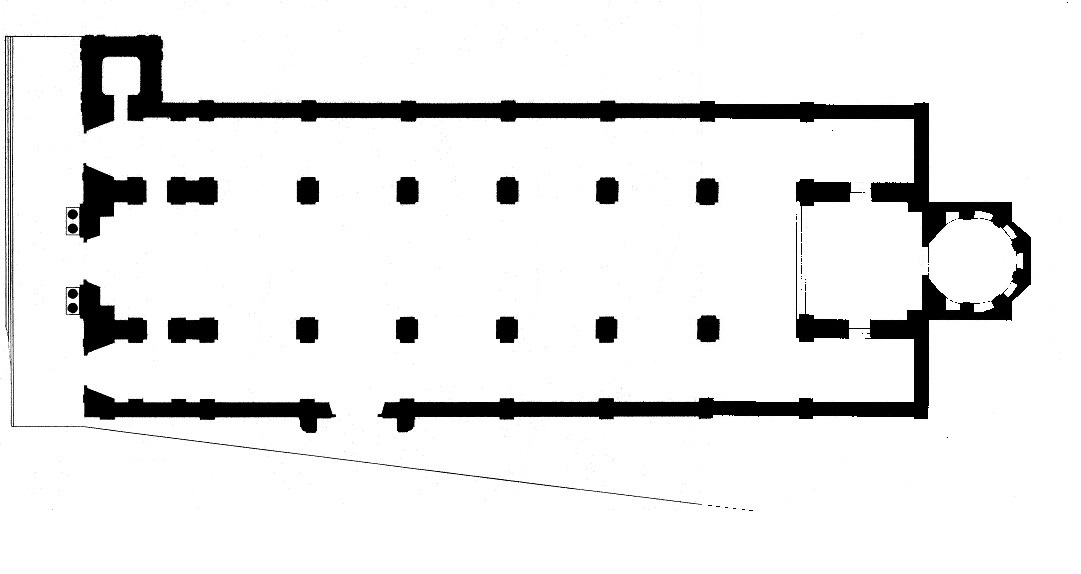
Planta del templo barroco (1772-1925)

#### Interior
Antonio García proyectó un edificio de planta basilical de tres naves, las naves laterales se comunican con la central mediante 12 arcos formeros de medio punto sin arquivoltas (tal como se diseñaron los arcos de la fachada), en estas naves laterales se acomodan retablos o altares menores, estos espacios carecen de iluminación directa que sólo llega con potencia a la nave central a través de lunetos, cada arco formero está enmarcado por pilastras dóricas acanaladas (8,24 M) con un entablamento corrido animado por triglifos y metopas que se dejaron limpias, ambos elementos, pilastras y entablamento siguieron casi sin variación los postulados de Vignola en su tratado Regola delli cinque ordini d´architettura (1562), los mútulos se realizaron con menos vuelo debiendo con ello omitir la decoración en la cara inferior de la cornisa. La elección del orden dórico para la proyección del templo obedeció a los pocos recursos con los que contaba García para realizar la obra, de ahí que se carezca de una decoración exuberante, típica del barroco y que por el contrario, se califique a menudo la obra como neoclásica, sin embargo, el tratamiento espacial la hace aún barroca. Sobre el entablamento dórico corre una faja con moldura que sirve de arranque a la bóveda de cañón con lunetos en los cuales se dispuso de ventanas de arco rebajado, continuando el eje de cada pilastra se dispuso de arcos fajones cuyos empujes son absorbidos por contrafuertes de formas curvas (actualmente cercenados) visibles desde el exterior del edificio. En los tramos de las naves laterales se ubicaron también bóvedas de medio cañón dispuestas en sentido transversal al eje del templo, cada tramo se comunica con el siguiente mediante un arco de medio punto y sobre éste se proyectó otro del mismo diámetro a manera de luneto, las bóvedas de los tramos correspondientes a los pies del templo debieron ubicarse en sentido longitudinal al eje del edificio y ceñidas de arcos fajones.
A los pies del templo, en la nave central se debió contar con un sotacoro, probablemente de arco rebajado que soportaba el coro cuya piso coincidiría con la cornisa del primer cuerpo de la portada central de la fachada, el sotacoro se habría comunicado con las naves laterales a través de vanos con arcos de medio punto a manera de puertas. 

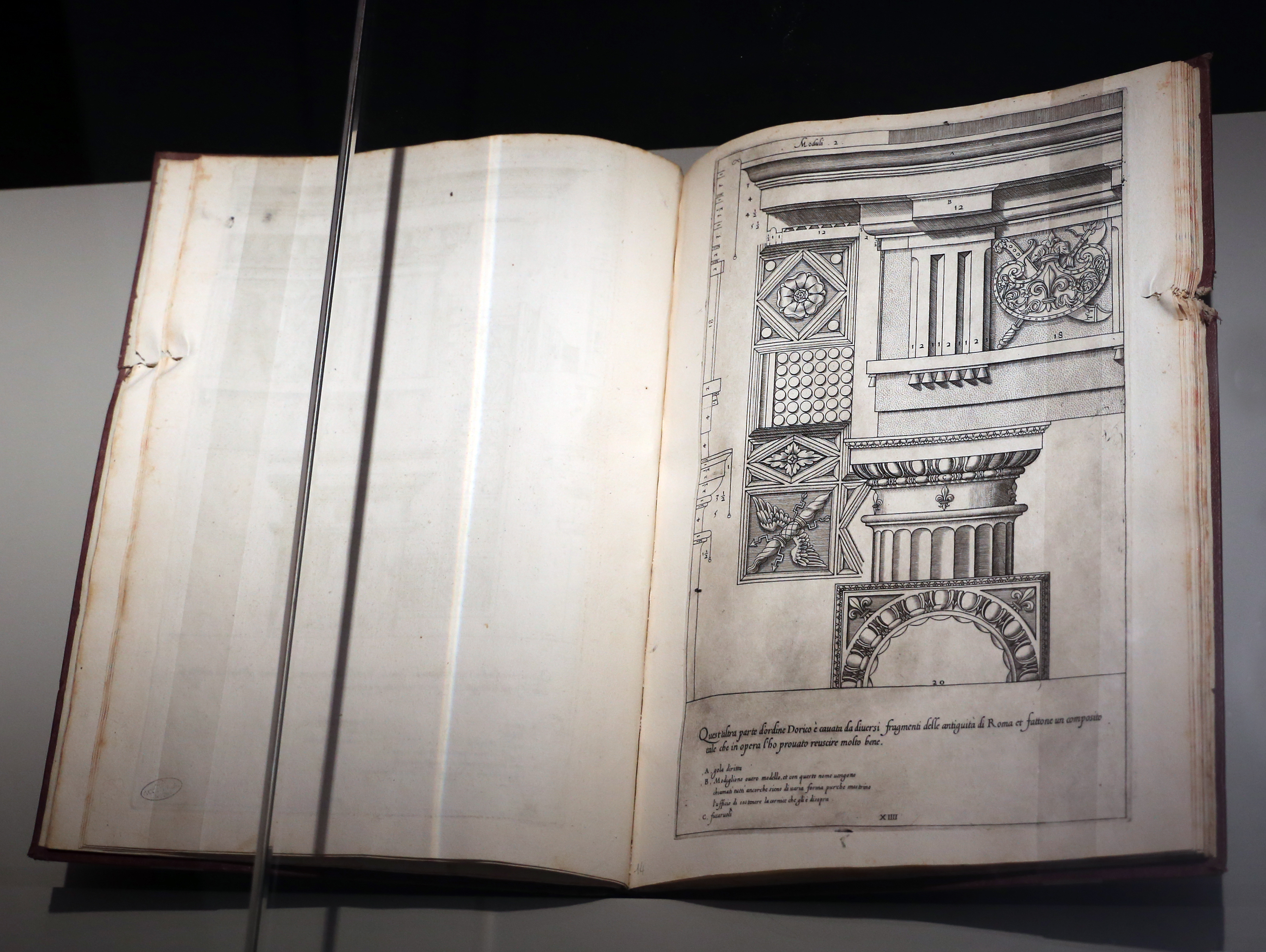
Vista de Regola delli cinque ordini d´architettura de Vignola (1562). La página muestra el orden dórico mutular empleado en el interior del templo de San Pedro en Cali.

En la cabecera del templo se ubicaban el presbiterio, las sacristías y el camarín. Las sacristías, una a cada lado del presbiterio, se cubrían con bóvedas de medio cañón, longitudinales al eje del edificio, éstas sacristías se comunicaban con el presbiterio a través de vanos de medio punto a manera de puertas, en la parte posterior del presbiterio se ubicaba un retablo mayor y delante de éste el altar mayor, este retablo además de servir como remate visual de la nave central debía comunicar el presbiterio con un camarín circular según informes de finales del siglo XVIII cuyo diámetro debió corresponder aproximadamente al ancho de uno de los tramos de la nave central, la construcción de este camarín no correspondió a un propósito estético o incluso litúrgico sino a una necesidad estructural, según relata el propio Antonio García en uno de sus informes pues el terreno sobre el cual se decidió construir el templo se hallaba en pendiente, de manera que se propuso construir un refuerzo en la parte posterior del templo.

#### La fachada
Este proyecto consideraba para la fachada tres portadas correspondientes a las tres calles o naves del interior, la portada central dividida en tres cuerpos cuyas trazas se realizaron de acuerdo a proporción sesquiáltera (2/3) y mediante la cual se ordenó el diámetro de las columnas y pilastras que conformarían dicha portada central, así el diámetro de las columnas del primer cuerpo eran 2/3 del diámetro o ancho de las pilastras que conformaban la nave central en el interior, de igual manera las columnas del segundo cuerpo tenían 2/3 del diámetro de aquellas del primero y las pilastras del tercer cuerpo tenían un ancho equivalente a 2/3 del diámetro de las columnas del segundo cuerpo. 
El primer cuerpo de la portada central fue concebida como un arco del triunfo con dos pares de columnas dóricas exentas (6,18 M), de fuste liso, de basas asentadas directamente sobre el suelo, sostenían un potente entablamento dórico denticulado con triglifos y metopas sin decoración, similar a lo que sucede en la fachada de la Catedral de Nuestra Señora de la Asunción de Valladolid, este arco del triunfo cobijaba la puerta principal enmarcada por doble arco de medio punto y remarcada mediante un arco rebajado en lesena sobre el muro, este efecto de claroscuro fue replicado a los costados de este arco del triunfo dotándolo de movimiento a través de quiebres verticales y pequeñas volutas en la base, algo característico del barroco. 

El segundo cuerpo continuaba las líneas verticales del primero y estaba dotado de columnas dóricas embebidas (3,20 M), de fuste liso y anilladas en el tercio inferior, éstas se asentaban sobre pedestal corrido y sostenían un alto entablamento dórico sin mútulos ni triglifos, en los extremos laterales y sobre el mencionado pedestal se disponían pequeñas volutas que acentuaban el carácter barroco de la composición, todo ello enmarcaba en el centro una ventana de arco rebajado cuya moldura llegaba hasta el astrágalo corrido  de las columnas. 

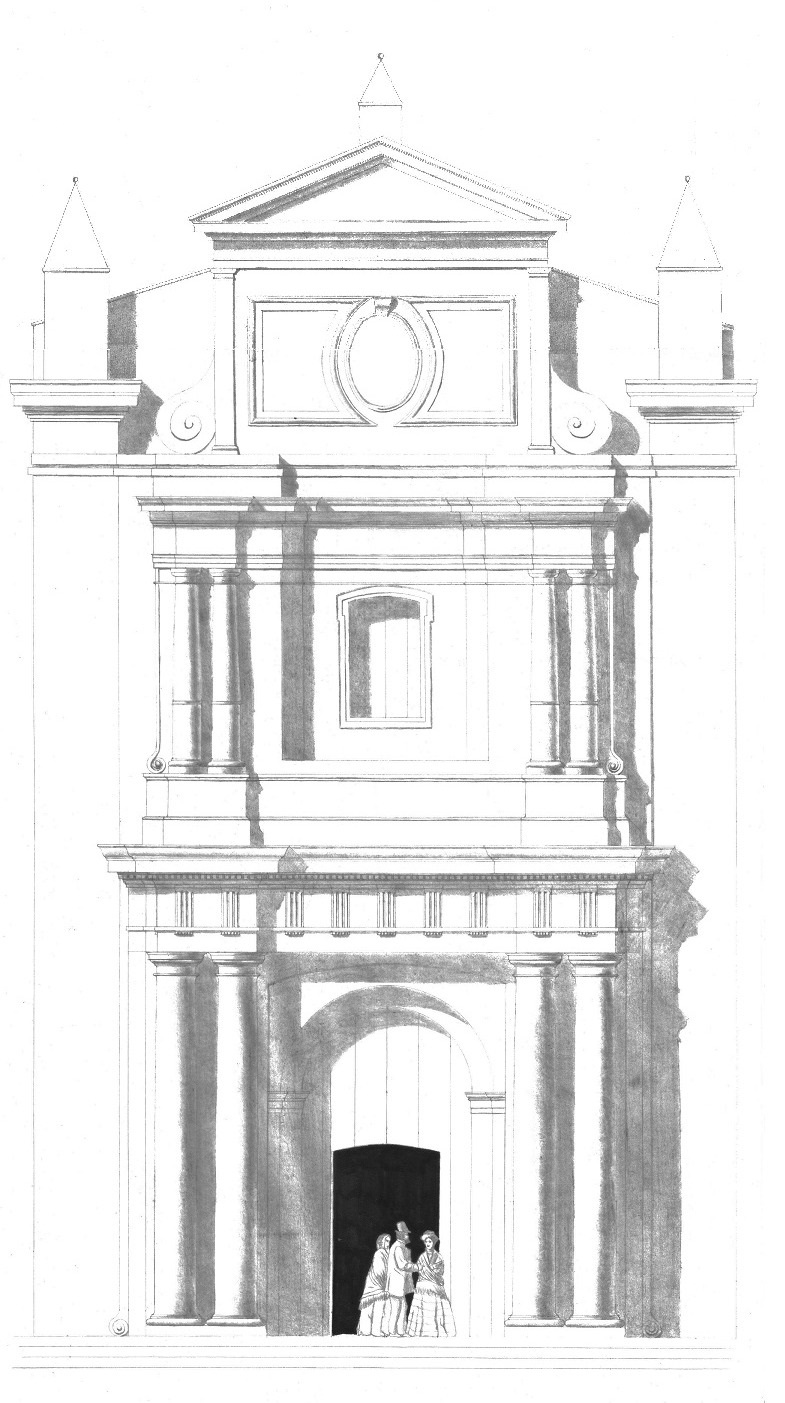
Boceto de la portada central de la fachada barroca (1772-1925)

El tercer y último cuerpo se ordenó con sólo dos pilastras dóricas (3,03 M) asentadas sobre pedestal sin zócalo y doble cornisa corrida que se extendían hasta rodear los paños lisos verticales de las entrecalles, a los extremos laterales y siguiendo lo dispuesto en los dos cuerpos anteriores se dispuso de volutas pero de tamaño prominente; entre ambas pilastras quedaba dispuesto un muro liso a modo de lienzo sobre el que se dibujó mediante moldura un ovalo rematado por sencilla clave que recuerda el remate de la fachada de la iglesia de San Carlo alle Quattro Fontane en Roma, a cada lado de dicho ovalo se continuó la moldura de manera ortogonal, este diseño se coronó mediante frontón triangular constituido por un entablamento dórico sin dentículos ni triglifos, en el vértice del frontón se dispuso de pináculo piramidal asentado sobre paralelepípedo cuadrado.
A los costados de la portada central de la fachada, en las entrecalles, se dispuso de dos paños lisos verticales, a manera de contrafuertes pero sin sobresalir de la fachada como si sucede en la fachada de la Catedral Metropolitana de la Ciudad de México, dichos paños lisos verticales en realidad eran la proyección de los pilares que separaban las calles o naves laterales de la nave central; aquellos paños lisos se extendían verticalmente hasta la cornisa que rodeaba exteriormente la nave central y que se prolongaba hasta la fachada, sobre esta cornisa y como remate de estos lienzos verticales se dispuso de pináculos piramidales asentados sobre paralelepípedos rectangulares.
Las portadas laterales de la fachada servían de acceso a las calles o naves laterales mediante arcos de medio punto, se proyectaron también como en la portada central mediante el orden dórico con entablamento denticulado sin triglifos, se articulaban las portadas con pilastras (5,15 M) cuyo ancho correspondía a una  relación de 6/5 con respecto al diámetro de las columnas del primer cuerpo de la portada central; coronando cada portada se había dispuesto  de un óculo enmarcado con molduras curvas a modo de buhardilla barroca, como las que ornamentan la cúpula de la iglesia de San Carlos Borromeo de Viena, a cada lado del óculo o buhardilla y como remate de las pilastras, se realizaron elementos piramidales de lados curvos, rematados por bolas y asentados sobre bases cuadradas; este diseño de portada fue retomado después por Antonio García para el diseño de la puerta lateral de la iglesia de San Francisco (Popayán). Para armonizar la diferencia de alturas de la portada central y las laterales se dispuso a cada lado de un aletón o voluta que se extendía encima de cada portada lateral, delineado por una moldura que da forma a curvas y contra curvas y debajo otra moldura de curva simple, ambas iniciaban desde un paralelepípedo rectangular biselado ubicado sobre cada óculo o buhardilla y rematado por un pináculo piramidal y continuaban de manera ascendente hasta los paños lisos verticales de las entrecalles, estos aletones o volutas producían el efecto de movimiento, de un doble plano o muro cuando en realidad era uno solo, aspecto propio del barroco.

#### El campanario

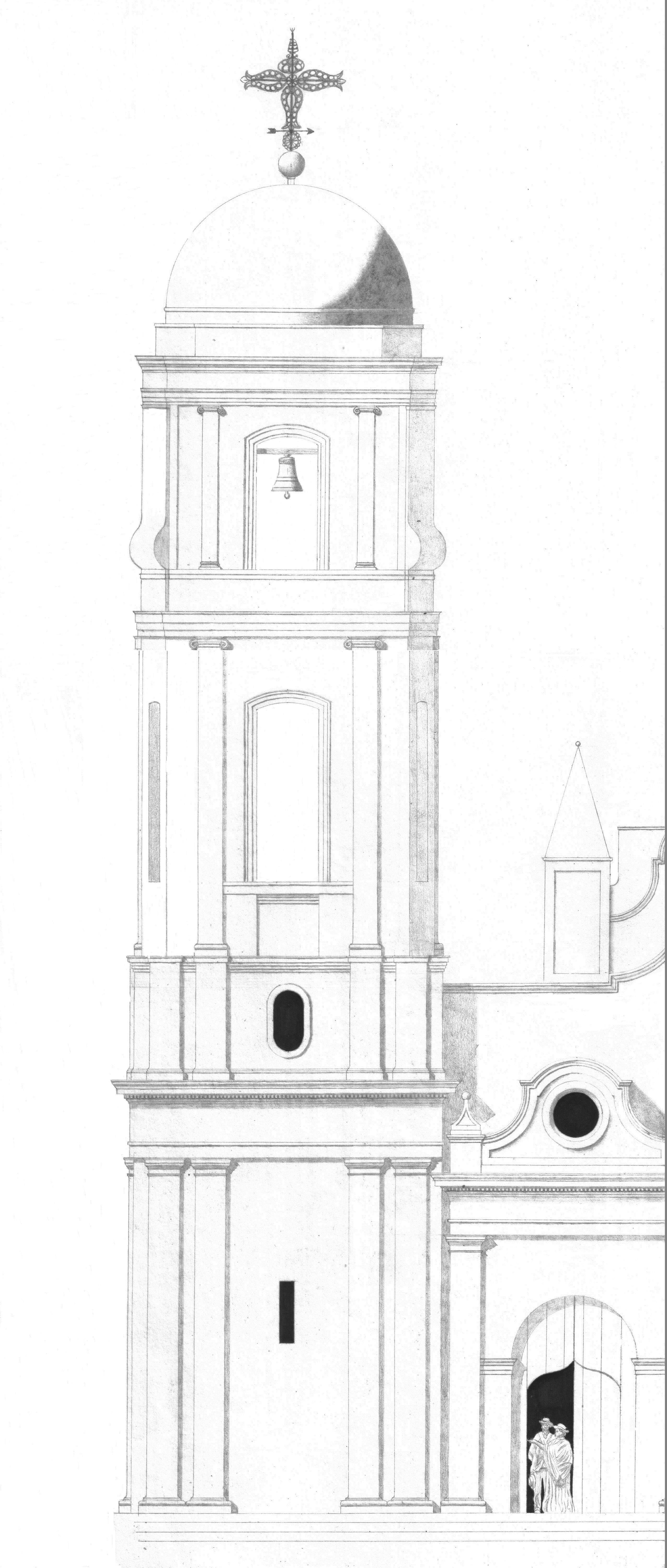
Boceto del campanario en pie durante la segunda mitad del y hasta 1925. La altura aproximada fue de 28 M hasta la cima de la cruz.

El otro elemento constitutivo de la fachada fue el campanario o torre cuya ejecución se debió principalmente a fray José Ignacio Ortiz, si bien había sido proyectada y cimentada por Antonio García, si el fraile siguió fielmente el diseño del arquitecto español o lo modificó es incierto, sin embargo se podía apreciar algunos rasgos comunes con el campanario de la iglesia de San Francisco (Popayán), ambas estaban dispuestas en tres cuerpos, el primero de ellos articulado mediante pilastras de orden dórico denticulado sin triglifos ni metopas, el segundo cuerpo articulado por pilastras de orden jónico, sin embargo en la iglesia de San Pedro se dispuso un entablamento incompleto pues solo se realizó el arquitrabe, para el tercer cuerpo ambos templos utilizaron el mismo orden jónico pero mientras que en la iglesia de San Francisco (Popayán) se usaron columnas, para la iglesia de San Pedro se recurrió a pilastras. La configuración de las proporciones para las pilastras que conformarían el campanario se tomó de la fachada, así el diámetro o ancho de la pilastra dórica que se emplearía en el primer cuerpo es el mismo de la pilastra utilizada en las portadas laterales, para el segundo cuerpo el ancho de la pilastra jónica corresponde al diámetro de las columnas empleadas en el segundo cuerpo de la portada central de la fachada y para el tercer cuerpo, el ancho de las pilastras jónicas corresponde al mismo de las pilastras del tercer cuerpo de la portada central de la fachada. 
En el primer cuerpo, de planta cuadrada, se dispuso de pilastras dóricas pareadas (6,58 M) en las esquinas siguiendo de cierta manera el modelo utilizado en el primer cuerpo de la portada central de la fachada, y a remembranza de las torres diseñadas por Juan de Herrera para la Catedral de Nuestra Señora de la Asunción en Valladolid, en el medio se ubicó un pequeño vano rectangular para el paso de la luz, sobre el entablamento del primer cuerpo se ubicó un ático a manera de alto pedestal corrido, ortogonal, siguiendo las líneas verticales del primer cuerpo, la altura de este ático o pedestal se justificaba por la extensión del paño o muro que formaba el aletón o voluta de la fachada, en el medio de este pedestal se realizó un óculo ovalado vertical . En el segundo cuerpo, como ya se anotó, se dispuso de dos estiradas pilastras jónicas (6,06 M) por cada lado del campanario con entablamento modificado, en medio de estas pilastras se dispuso de una alta ventana de arco rebajado similar a la del segundo cuerpo de la portada central de la fachada, en las esquinas el achaflanado de este segundo cuerpo se resaltó colocándole un vano vertical estrecho. El tercer y último cuerpo se articuló mediante pilastras jónicas (3,03 M) sobre pedestal corrido de poca altura, en el espacio central se dispuso al igual que en el segundo cuerpo de una ventana alta de arco rebajado y para las esquinas se trazaron volutas en un intento de armonizar fachada y campanario; finalmente se coronó el campanario con un domo o cúpula de media naranja lisa asentada sobre una base achaflanada y rematada con bola sobre la cual se colocó una cruz de hierro que actualmente se ubica sobre la cúpula del templo.

#### La Puerta Falsa o lateral
En el costado del templo, sobre la actual calle 11 se ubica la Puerta Falsa o lateral cerca a los pies del edificio. La idea general de su diseño corresponde a un arco de medio punto enmarcado por un arco carpanel. Al igual que con la fachada, las proporciones de la Puerta Falsa tenía relación directa con el interior del templo, de esta manera el ancho del arco de medio punto tiene una proporción de 1/2 con respecto a la distancia entre  las pilastras dóricas del interior, de manera que esta puerta era más ancha que la puerta principal de la fachada pero más baja, así pues el ancho de esta puerta era igual a la altura de su jamba y de su imposta formando un cuadrado perfecto sobre el cual se levanta el arco de medio punto sin arquivolta, flanqueando este arco se levantaron dos pilastras toscanas de inspiración vignolesca y cuyo diámetro o ancho es de 1/2 con respecto al de las pilastras dóricas del interior, sobre estas pilastras se dispuso de arquitrabe compuesto de tres platabandas, mientras que en el espacio entre las pilastras el arquitrabe se dispone de dos platabandas. Las pilastras toscanas fueron extendidas ortogonalmente para crear un pequeño espacio cubierto abovedado con forma de arco carpanel, flanqueando este espacio se dispuso de un par de pilastras dóricas cuyo diámetro o ancho correspondía con el de las columnas del primer cuerpo de la portada central de la fachada pero cuya altura era un poco inferior, cerrando la composición, en los costados se diseñaron ángulos curvos que terminan en quiebres verticales, para las basas se dispuso de un diseño que corresponde al de un pedestal en lugar del que correspondería a las pilastras según los postulados académicos de la época, sin embargo estas modificaciones eran propias de los arquitectos clásicos en su afán de originalidad, sobre estas pilastras dóricas de aire vignolesco se prolongaron sus líneas verticales, las interiores curvas, las externas rectas, uniéndose así a un entablamento dórico denticulado que fue simplificado; todo el conjunto denota el esfuerzo creativo por dotar de movimiento a esta puerta en el mismo lenguaje sobrio que se le concedió a la fachada.

### La modificación neoclásica

#### Interior

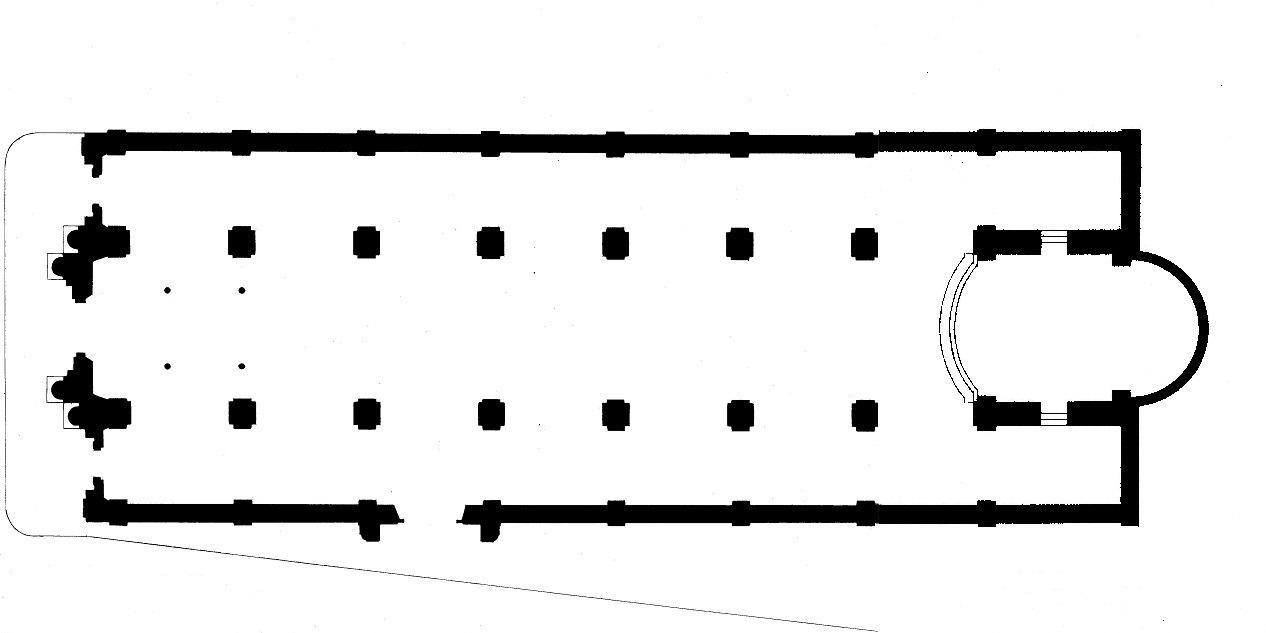
Planta del templo con las modificaciones neoclásicas (1925)

El edificio afrontó algunos cambios en su interior, especialmente a los pies y en el testero. Con la proyección de la nueva fachada fue necesario realizar algunos cambios a los pies del templo, es así como en la nave central se levantó un sotacoro más bajo que el anterior, esto debido a la colocación en el coro de un órgano tubular, este nuevo coro esta concebido como una gran losa soportada por cuatro columnas corintias de fuste liso y alto pedestal, las dimensiones de estas corresponden con las columnas empleadas en el piso superior de la fachada. El proyecto de la nueva fachada proponía ahora una única altura que llega hasta la bóveda central y es rematada por cúpulas, esto implicaba la presencia de una losa que ciega las ventanas a los costados del coro impidiendo la iluminación directa en este espacio, en el sotacoro la comunicación entre la nave central y las laterales también cambió, al no existir ya un arco cuyos empujes eran necesarios absorber mediante muros a los costados, se suprimieron dichos muros y se dejó abierto, a modo de arcos adintelados. En las naves laterales fueron suprimidas las bóvedas de cañón longitudinales que las unían a la fachada, ahora simplemente se dejó vacío para permitir el paso de la luz  a través de los vitrales de la nueva fachada.
En el testero del templo los cambios también fueron notorios, se suprimió el camarín al respaldo del presbiterio y así mismo el retablo mayor adosado al muro que cerraba el presbiterio, ahora este espacio esta presidido por un ábside semicircular al cual se prolongó el entablamento dórico y cuyo muro esta animado por 5 pequeños vitrales que emulan los de la fachada.
Los altares laterales de la catedral están elaborados en madera tallada, pintados de azul cielo y con hojilla de oro.

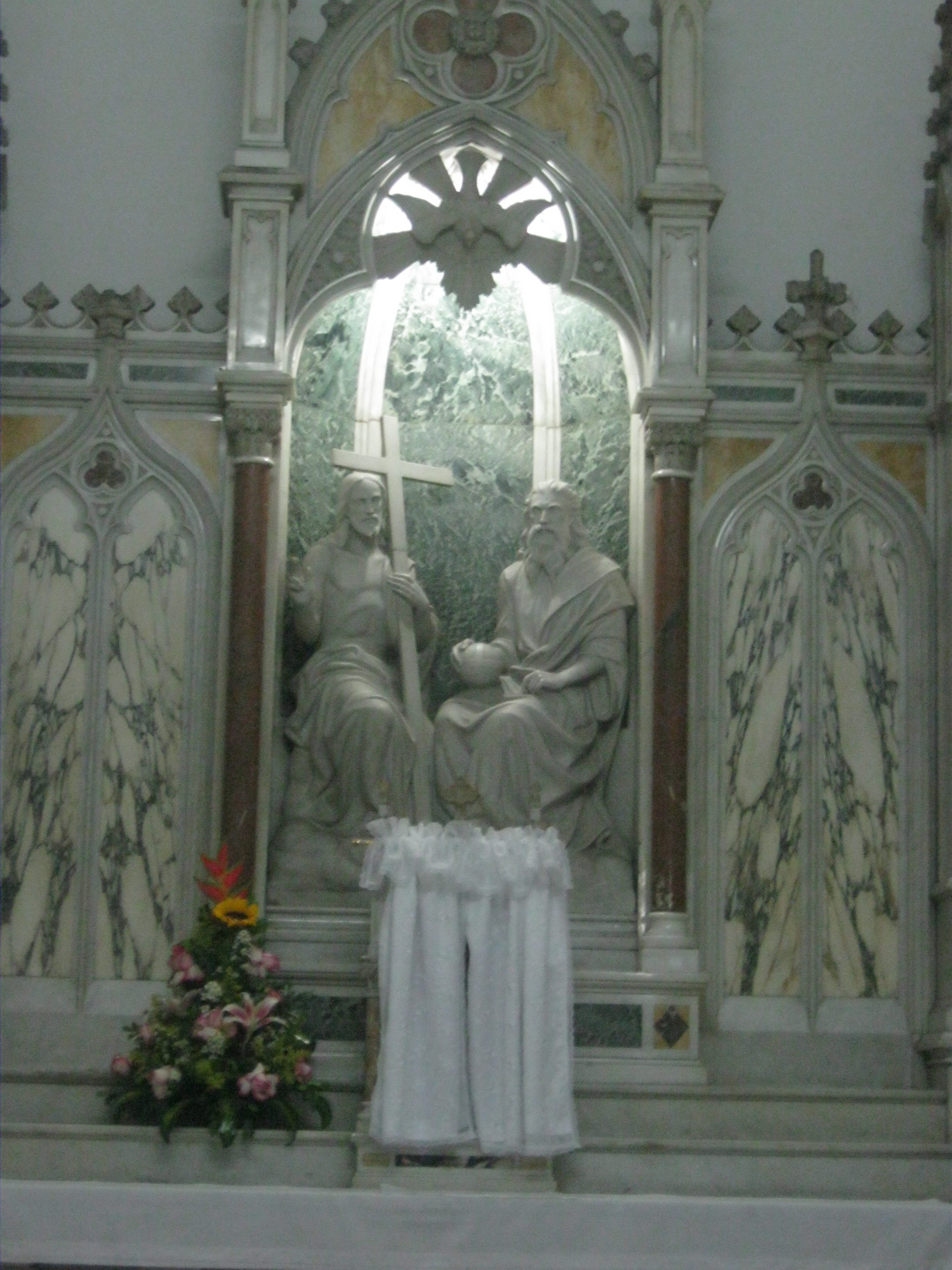
Vista del conjunto escultórico que representa la "Santísima Trinidad" ubicada en una de las sacristías. Las figuras de ejecución clásica se hallan en medio de un diseño arquitectónico neogótico.

Uno de los altares más venerados por los caleños es el del Amo Caído, obra de talla en madera de origen quiteño y que sólo sale fuera del templo en la procesión del Vía Crucis el Viernes Santo.
En la sacristía izquierda o capilla de Nuestra Señora de la Medalla Milagrosa, se encuentra además la Imagen del Cristo de la Buena Muerte, obra en madera de tamaño natural de origen sevillano, muestra al Cristo vivo pendiente del árbol de la Cruz, mirando hacia el cielo justo antes de morir.
La sacristía derecha tiene como altar la imagen de la Santísima Trinidad tallada en mármol blanco; en su pared lateral se halla un cuadro con la imagen de Nuestra Señora de Guadalupe, Emperatriz de América y Patrona Principal de la misma.
En el altar mayor sobresale el Sagrario en Plata martillada que a su vez puede servir de expositorio, a los costados del presbiterio hay dos lienzos, copias de obras renacentistas italianas, uno de ellos es "Entrega de las llaves a San Pedro" de Pietro Perugino y el otro es "Vocación de los apóstoles" de Doménico Ghirlandaio.

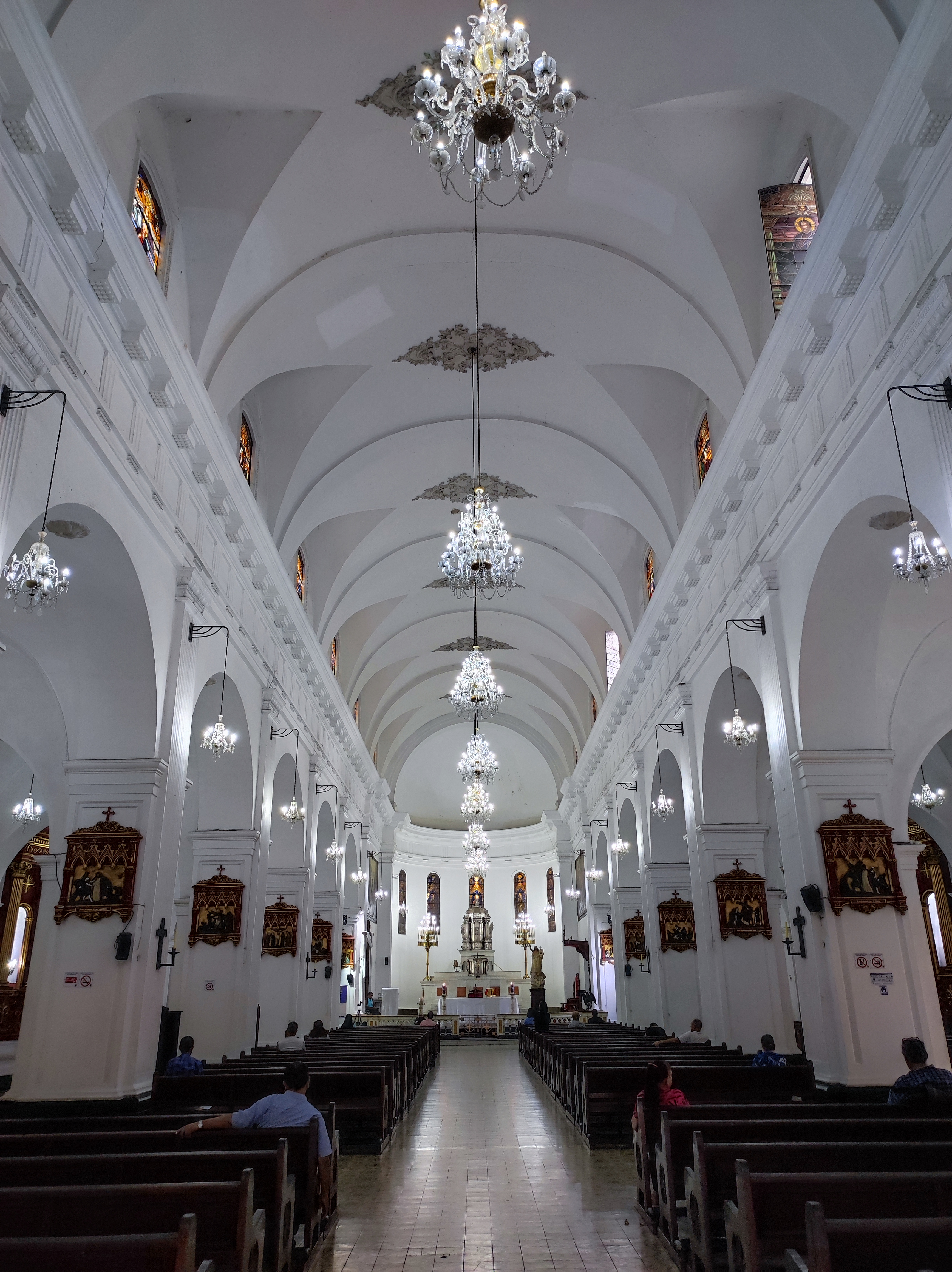
Al interior de la catedral se observan las lámparas en cristal de roca que adornan el templo

Hace unos años la imagen del apóstol Santiago el Mayor, representado como "Santiago Matamoros" que adornaba la antigua fachada de la catedral y que fue derribada por el terremoto del 1925, fue restaurada y colocada en uno de los altares menores a la entrada de la nave derecha del templo. Ha sido restaurada en varias oportunidades debido a la destrucción dejada por diversos terremotos, siendo su fachada actual construida en el año 1930.
Algo más para destacar son las imponentes lámparas en cristal de roca que adornan todo el interior del templo.

#### La fachada

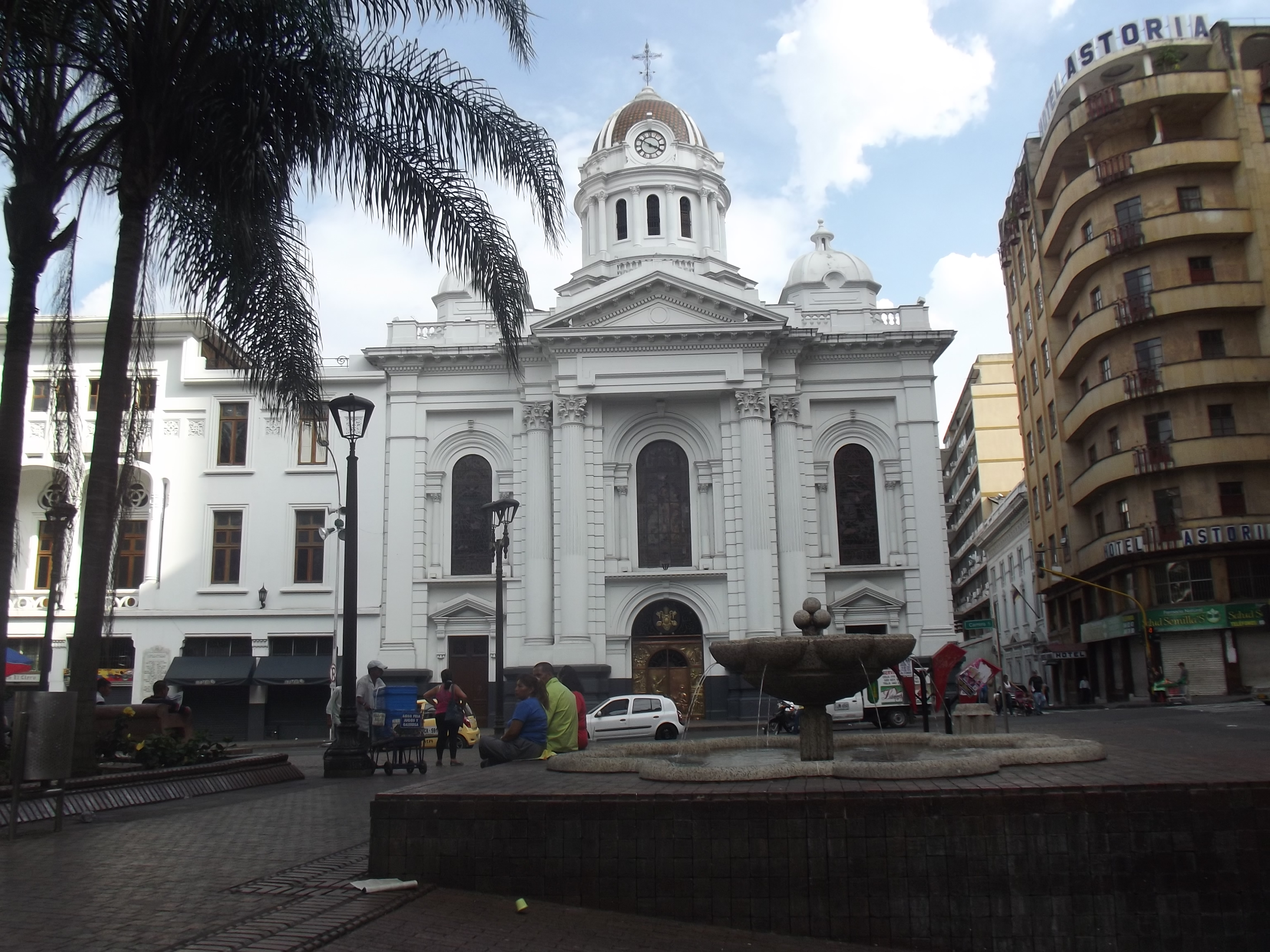
Vista de la fachada del templo de San Pedro, tras su modificación en 1.925

La fachada erigida a partir de 1.925 siguió la corriente historicista para la arquitectura de aquellos días o como usualmente se denomina en Colombia, arquitectura republicana, se trata de una composición articulada por cuatro columnas corintias embebidas en pilares de sillería y adelantadas progresivamente del resto de la fachada, dotando la composición de un movimiento que potencia el eje central y que recuerda la fachada de la Basílica de San Pedro y de la Archibasílica de San Juan de Letrán, ambas en Roma. Las columnas son estriadas menos en el tercio inferior, su diámetro corresponde con el de las pilastras de la nave central. Se dispuso de pedestal almohadillado tanto para las columnas como para los pilares sillados, en los extremos se ubicaron un par de pilastras sin capitel sobre también pilares sillados, sobre estos elementos se dispuso de un entablamento animado por dentículos y modillones. En el centro y soportado por dos columnas se levanta airoso un frontón en cuyo tímpano se dibujó un círculo, mientras que en su friso y parte del arquitrabe se resaltó con moldura una faja que al parecer debía contener una inscripción no realizada; sobre este frontón se dispone una faja que sigue las líneas del frontón y a cada lado de esta faja se ubican balaustradas alternadas con planos lisos.
Se resolvió la fachada en dos pisos, separados sutilmente a través de una faja lisa horizontal y debajo de esta, pequeños modillones. En el centro del piso bajo se dispuso el acceso mediante doble arco de medio punto, el interno liso mientras que el externo se animó con impostas y arquivolta, a los costados de esta se dibujaron lesenas triangulares así mismo se resaltó la clave del arco. A los costados del piso bajo se ubicaron puertas adinteladas con frontón triangular soportado por ménsulas de las cuales cuelgan gotas, sobre los frontones se dispusieron fajas a la manera que se realizó en el frontón central de la fachada. En el piso superior se dispuso de tres vitrales con forma de arcos de medio punto con profusas arquivoltas coronadas por ménsulas en sus claves y a los costados se dibujaron lesenas triangulares; cada arco está enmarcado por dos pequeñas columnas, estas tienen las mismas características de las columnas de la fachada, siendo 1/3 su diámetro con respecto al diámetro de aquellas, estas pequeñas columnas se asientan sobre plinto cúbico y soportan a su vez un potente entablamento.

#### Las cúpulas

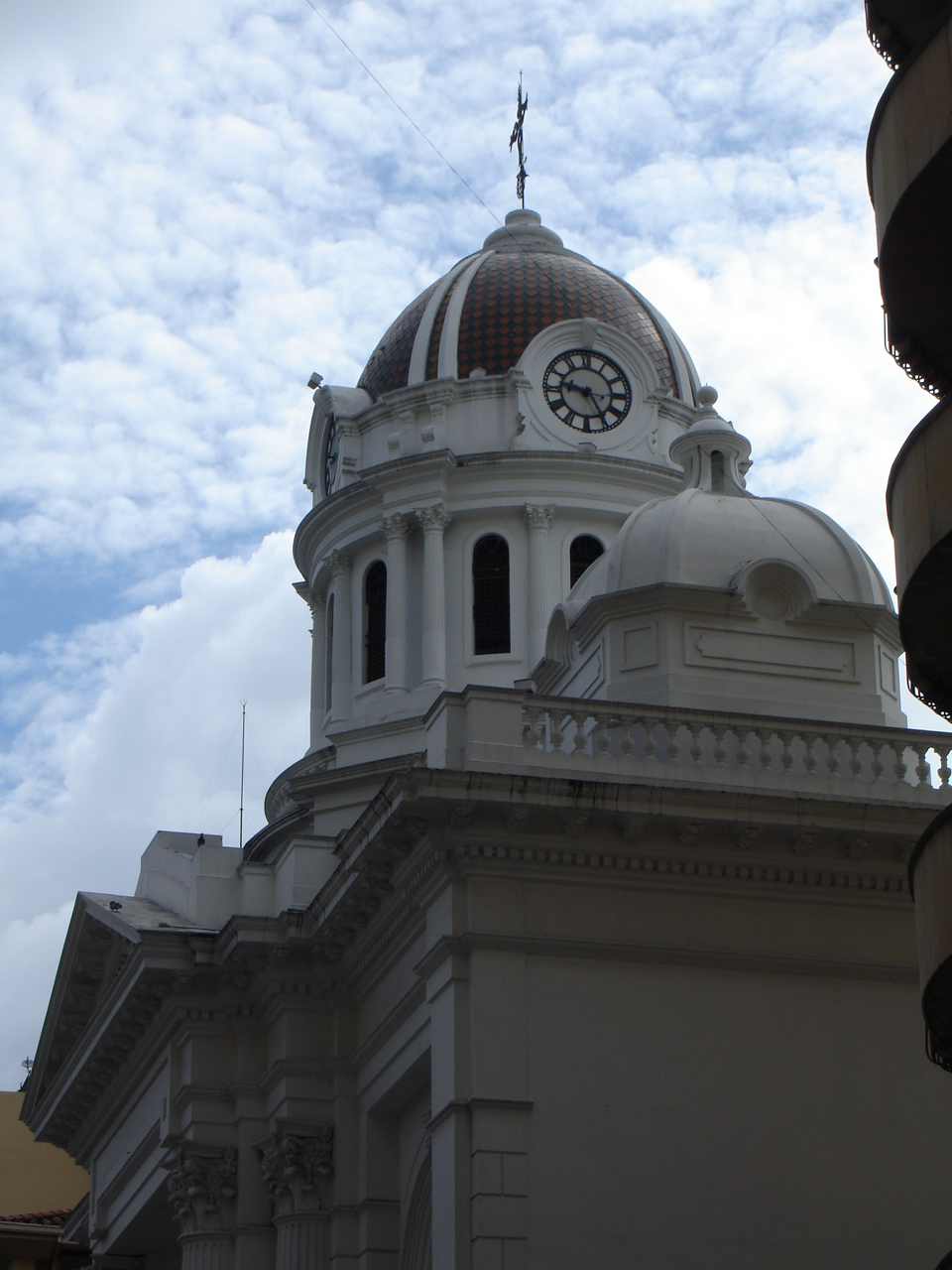
Aspecto de las cúpulas del templo, la principal en realidad es un campanario que adoptó la forma de una cúpula

Como remate vertical de las tres calles o accesos del edificio, se levantaron domos o cúpulas cuya realización obedece a un recurso compositivo mas no funcional pues no trasmiten luz alguna al interior; las de los costados de menor tamaño y achaflanadas, de superficie lisa animada por lesenas quebradas a modo de nervaduras y coronadas con pequeñas linternas, sus tambores están configurados por muros animados por molduras, lesenas y un cornisamento predominantemente horizontal, alterado con formas circulares en los lados anchos. En medio de ambas cúpulas menores se levanta un domo inspirado en aquel realizado por Miguel Ángel y Giacomo della Porta para la Basílica de San Pedro del Vaticano aunque también es posible emparentarlo con los domos levantados por Christopher Wren y Nicholas Hawsmoor para el Greenwich Hospital de Londres, posee una alta base escalonada en cuya parte más elevada se dispuso de balaustradas en cuatro costados, sobre esta base escalonada de levanta el pedestal liso de las columnas corintias que tienen  las mismas características y diámetro de aquellas que forman el piso superior de la fachada, estas se encuentran embebidas al muro que forma el tambor del domo y entre ellas se dispone de ventanales alargados de medio punto a semejanza de la forma de los vitrales de la fachada; en cuatro extremos se dispuso de columnas pareadas y exentas que sobresalen del tambor, sobre el entablamento se dispuso un ático del que sobresalen volutas que coronan las columnas pareadas exentas, originalmente estas volutas estaban rematadas por urnas hoy desaparecidas, mientras que sobre las ventanas sobresalen cuatro relojes enmarcados con profusas molduras. Finalmente el extradós o cascarón externo del domo esta recubierto de azulejos en tonos verde y naranja, los cuatro extremos en los que se ubicaron las columnas pareadas exentas son prolongados verticalmente a través de lesenas biseladas, todo ello confluye en un elemento decorativo que sustituye la linterna y que sirve de base a la cruz de hierro heredada del campanario derribado en 1925.

## Órgano

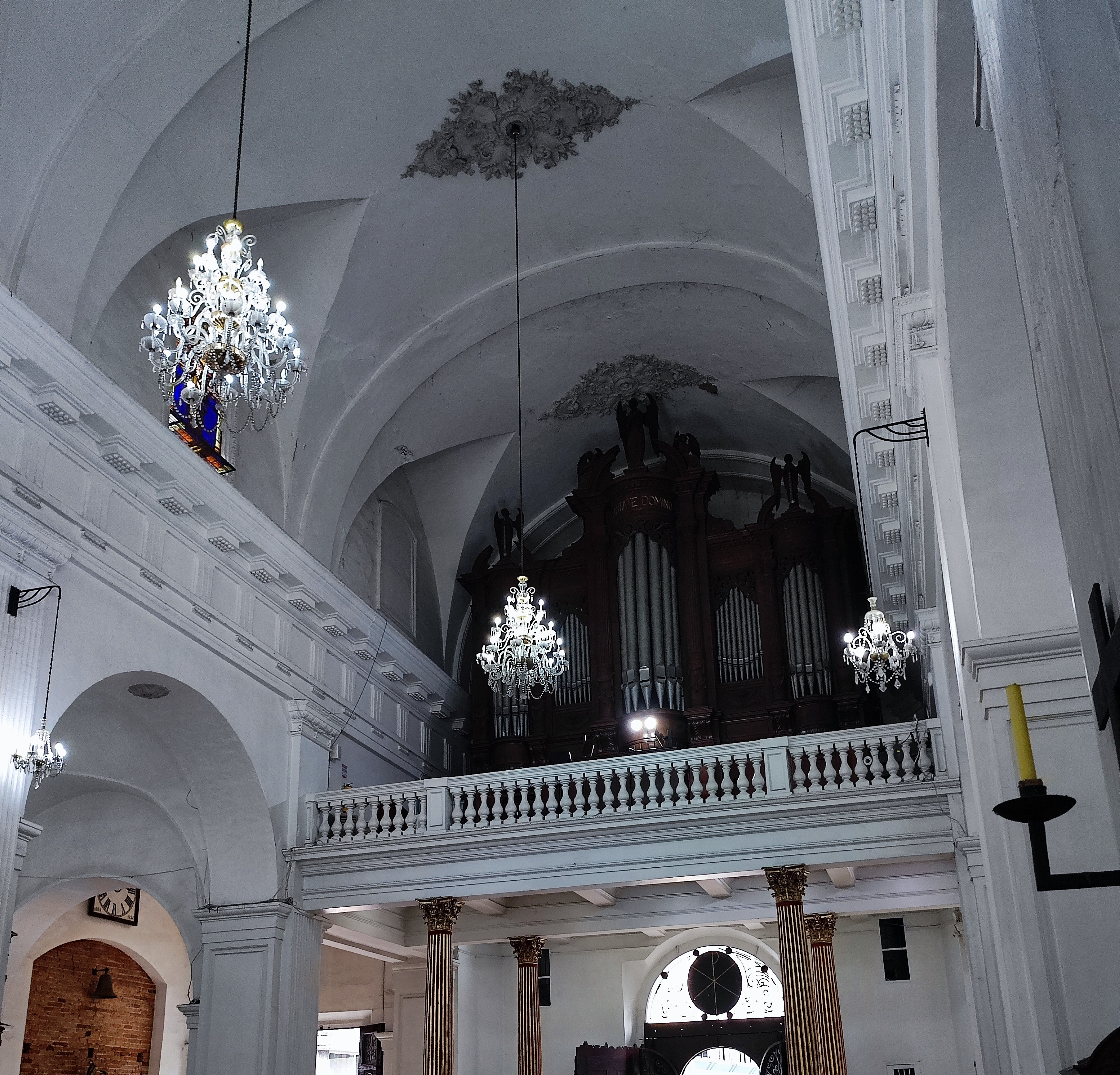
Órgano de la Catedral ubicado en la parte superior de la entrada principal de la iglesia

El órgano tubular de la catedral fue fabricado en 1925 por la casa alemana Walcker Orgelbau, Ludwigsburg, empresa fundada en 1785, con experiencia en la construcción de este tipo de instrumentos para climas tropicales. El órgano pesa alrededor de 10 toneladas, tiene  6,50 metros de alto, 5,20 de ancho y 4,10 de profundidad, y fue elaborado en roble negro procedente de la selva alemana. Fue inaugurado en 1928, para lo cual fue instalado y afinado por el señor Eugen Muller, técnico que la casa constructora envió para dicha labor. Fue colocado originalmente donde estaba el altar mayor. En 1933 fue trasladado al coro, que se construyó y se adaptó para tal fin y donde se encuentra actualmente, todo este traslado estuvo a cargo del organero alemán Oskar Binder, representante exclusivo para Colombia de la casa E. F. Walcker. 
El instrumento fue sometido a una restauración que duró dos años y medio, entre 2008 y 2010, se reconstruyeron aproximadamente cinco mil fuelles y membranas, retirados cuidadosamente a mano con un proceso en el que se utiliza el vapor para preservar piezas originales del órgano. Los canales y tubos fueron restaurados, muchos de ellos ya colapsados a causa de su propio peso. Igualmente, los miles de conexiones eléctricas se renovaron y hasta los teclados se reformaron y otros elementos fueron reemplazados. Toda esta cuidadosa labor estuvo a cargo del organero colombiano Juan Carlos Ángel Gallo, uno de los dos organeros profesionales que hay en Colombia. El instrumento fue reinaugurado el 5 de noviembre de 2010, la restauración costó $290 millones de pesos y actualmente es el cuarto órgano más grande de Colombia.
El órgano E. F. Walcker Opus 2092 es estilo romántico, técnicamente se compone de 42 registros (sonidos) repartidos en tres teclados manuales de 61 notas cada uno, y un teclado que se toca con los pies (pedalero) de 30 notas, que sirve para los bajos graves. Todos los teclados están dispuestos en una consola, la cual está separada y puesta delante del órgano con vista a la nave central. Estos teclados hacen sonar un total de 2566 flautas de muy variada longitud y calibre, de las cuales 217 son de madera y 2.349 son de metal. En sí, el órgano es una orquesta con instrumentos como trompetas, bombardas, oboes, clarinetes, flautas y voces humanas.